# Оллман, Куинн
Куинн Оллман (англ. Quinn Allman, родился 18 января 1982, Орем, Юта) — американский музыкант, более известный как бывший гитарист рок-группы The Used.

## Биография
Куинн родился 18 января 1982 в Ореме, штат Юта, в семье мормонов. У него есть два младших брата, Ян и Райли, и старшая сестра Роди. В школе он был застенчивым мальчиком, что, впрочем, не мешало ему постоянно спорить с учителями. Первым видом спорта, которым он занялся, был баскетбол. Уже в раннем возрасте Куинн начал играть в различных музыкальных коллективах. Его первая группа носила название «Hey Santos!». В 15 лет он создает группу Dumb Luck в компании с Джефом Ховардом и Брэнденом Стейнекертом, которая впоследствии получит название The Used. Так же, как и вокалист The Used Берт МакКрэкен, Куинн противостоит религии мормонов.
«Мормоны думают, что живут в своем собственном замкнутом мире … что этот мир в Юте, и он должен быть идеальным. „Бог здесь“. Но это не так. Здесь его [Бога] не больше, чем в Комптоне.»
До становления The Used официальной группой, Куинну приходится работать в Arby's и на поле для гольфа. Оллман говорит, что ему действительно нравилась эта работа. Он рано вставал и косил лужайки до заката под свою любимую музыку. «Однако, ничего не может быть лучше контракта на запись», — смеется Куинн.
Одновременно с заключением контракта Куинн становится вегетарианцем и поддерживает PETA. Однако, в 2009 году Оллман вновь начинает есть мясо.
«Я не вегетарианец теперь, как Джеф. Я по-прежнему думаю, что жестокость по отношению к животным не простительна, и ей не будет конца. Я начал есть мясо потому, что слишком перегружен своими проблемами, чтобы думать еще и о том, с чем бесполезно бороться.
Я думаю, что на данный момент, с нашими мозгами и технологиями, мы должны найти способ более гуманно и безболезненно умерщвлять животных, а также разработать способы накормить мир без зависимости от мяса».
21 августа 2011 года Куинн Оллман женился на американской певице и актрисе Меган Джой.
2 февраля 2015 года было сказано, что Оллман на некоторое время уходит из The Used, а его место во время тура займёт Джастин Шекошски. 19 ноября того же года было заявлено, что Куинн окончательно ушёл из The Used, и Шекошски стал постоянным участником группы.

## Дополнительные факты
- Рост — 177 см.
- Куинн — менеджер группы Evaline, которых он обнаружил на Warped Tour 2006.
- Влияние на музыкальный стиль Куинна оказали такие группы, как Face to Face, Goldfinger, Thursday, Kenna, Weezer, Jimmy Eat World и New Transit Direction.
- Автор песни On my Own и автор идеи клипа All That I’ve Got.
- Он — открытый бисексуал.
- Много раз был арестован, один раз беспричинно, во Флориде.[4]. Самый первый арест — за кражу.
- Увлекается коллекционированием старых велосипедов.
- На некоторых выступлениях играл абсолютно голым.
- Вокалист Берт Маккракен описывает его как «по-настоящему одухотворенного и воодушевленного» человека.

## Дискография

### СThe Used
- 2001: Demos from the Basement
- 2002: The Used
- 2003: Maybe Memories
- 2004: In Love and Death
- 2007: Berth
- 2007: Lies for the Liars
- 2008: Shallow Believer
- 2009: Artwork
- 2012: Vulnerable
- 2014: Imaginary Enemy